# 金沙回沙酒
金沙回沙酒是贵州毕节产的酱香型白酒。毕节金沙县源村镇原为川盐入黔的最大中转站，于清朝末年形成张、齐、车三大酒家。1951年，当地政府合并义斋烧坊、慎初烧坊、齐家酒坊等酒坊成立金沙源村窖酒厂，2007年被宜化集团收购。虽然金沙回沙酒采用茅台工艺，并被称为小茅台，但因两地自然环境仍有不同，所以口感和茅台仍有差异。近年来，酒厂又开发出金沙窖酒和双回沙酒等浓香型白酒。